# 乙二醇单丁醚
乙二醇单丁醚，分子式C6H14O2，俗稱化白水。

## 性质
无色、具中等程度醚气味的液体。易燃，低毒。溶于约20倍的水，溶于乙醇、乙醚、矿物油等多数有机溶剂。与石油烃具有很高的稀释比。

## 制备
丁醇与三氟化硼-乙醚络合物混合，再於25～30 °C通入环氧乙烷并升温至80 °C进行反应。反应后回收多余丁醇、用碱中和、蒸馏、分馏，得乙二醇单丁醚成品。
{\displaystyle {\rm {\ H_{2}C(O)CH_{2}+{\mathit {n-}}C_{4}H_{9}OH\rightarrow HOCH_{2}CH_{2}OC_{4}H_{9}-{\it {n}}}}}

## 用途
用作喷漆、清漆、快乾漆、硝酸纤维素、搪瓷和脱漆剂等的溶剂、农药分散剂、有机合成原料、纤维润湿剂、树脂增塑剂，以及铁和钼的分析试剂等。